# Pasquale Costanzo
Pasquale Costanzo (Rapallo, 18 aprile 1948 – Chiavari, 11 maggio 2025) è stato un giurista italiano,  accademico, costituzionalista, professore emerito presso l'Università di Genova.

## Biografia
È stato Coordinatore dei Dottorati di Ricerca in Studi Costituzionali Italiani, Europei e Transnazionali, in Metodi e Tecniche di Formazione e Valutazione della Legislazione e in Storia Costituzionale e Amministrativa dell’Età Moderna. È stato Presidente del "Gruppo Pisa" (2010-2012) per lo sviluppo della cultura giuridica. Nel periodo 2003-2005 è stato Presidente del Consiglio scientifico dell'Istituto di Teoria e tecniche dell'informazione giuridica del Consiglio nazionale delle ricerche. È stato tra i primi a promuovere nell'Università italiana, accanto al diritto dell'informazione, l'insegnamento del diritto dell'informatica (1992) e del diritto di Internet (1998).
È stato autore e direttore della rivista giuridica Consulta OnLine, dedicata alla conoscenza e allo studio della giurisprudenza costituzionale italiana.

## Specializzazione
Pasquale Costanzo è stato esperto italiano ed europeo negli ambiti del diritto costituzionale italiano, del diritto dell'Unione europea, del diritto comparato, del diritto dell'informazione e dell'Internet, di cui è stato fautore in Italia, e delle nuove tecnologie.

## Pubblicazioni
Tra le oltre 350 pubblicazioni di generi diversi, le principali sono:
- La pubblicità dei lavori parlamentari, La Piramide, Roma, ( 1981 )
- Lo scioglimento delle assemblee parlamentari, I, Teoria e pratica dello scioglimento targa origini al parlamentarismo razionalizzato, Giuffrè, Milano, ( 1984 )
- Lo scioglimento delle assemblee parlamentari, II, Studio sui presupposti ei limiti dello scioglimento nell'ordinamento repubblicano italiano, Giuffrè, Milano, ( 1988 )
- Commento sull'arte. 124 della Costituzione , in G. Branca - A. Pizzorusso (curr.), Commentario della Costituzione, Zanichelli-Il Foro italiano, Bologna-Roma, 1990
- Commento sull'arte. 126 della Costituzione, in G. Branca - A. Pizzorusso (curr.), Commentario della Costituzione, Zanichelli-Il Foro italiano, Bologna-Roma, 1990
- Commento su DTF VII, comma 2, della Costituzione, in G. Branca - A. Pizzorusso (curr.), Commentario della Costituzione, Zanichelli-Il Foro italiano, Bologna-Roma, 1990
- L'organizzazione e il funzionamento della Corte costituzionale (a cura di), Giappichelli, Torino, ( 1996 )
- L’informazione, Laterza, Roma-Bari, ( 2004 )
- La Costituzione del Principato di Monaco, 3a edizione, Giappichelli, Torino, ( 2006 )
- I tre “codici” della società dell’informazione (a cura di G. De Minico e R. Zaccaria,) Giappichelli, Torino, ( 2006 )
- La zona d'ombra della giustizia costituzionale. I giudizi sulle gambegi (a cura di R. Balduzzi), Giappichelli, Torino, ( 2007 )
- Costituzione della Corsica (1755), Liberilibri, Macerata, ( 2008 )
- La “nuova” Costituzione della Francia, Giappichelli, Torino, ( 2009 )
- La qualità della normazione nella dialettica Governo-Parlamento (strumenti e tecniche nella XVI legislatura) (a cura di), Jovene, Napoli, ( 2011 )
- Lineamenti di ritto costituzionale della Liguria (a cura di), Torino, Giappichelli, 2011
- Lineamenti di ritto costituzionale dell'Unione europea (con L. Mezzetti e A. Ruggeri),, 5ª edizione, Giappichelli, Torino, ( 2019 )
- Lineamenti di ritto costituzionale della Valle d'Aosta (a cura di), Torino, Giappichelli, 2020